# إلبيرت كاراواي
إلبيرت كاراواي (بالإنجليزية: Elbert Caraway)‏ هو لاعب كرة قدم أمريكية أمريكي، ولد في 1905 في مدينة شيرمان في الولايات المتحدة، وتوفي في 1 سبتمبر 1975 في جفرسون في الولايات المتحدة.

## وصلات خارجية
- إلبيرت كاراواي على موقعبيزبول رفرنس.كوم (الدوري الثانوي) (الإنجليزية)